# Astronomul (autor)
Astronomul, sau Anonimul, a fost un scriitor din secolul al IX-lea, unul dintre cei trei biografi ai împăratului Ludovic cel Pios. 
Este autorul lucrării Vita Hludowici imperatoris (în traducere „Viața împăratului Ludovic”), care a s-a bucurat timp îndelungat de o mare autoritate. Numele său provine de la cunoștințele pe care le avea în domeniul astronomiei.

## Biografie
Singurul lucru cunoscut despre acest scriitor este povestirea pe care a lăsat-o despre domnia lui Ludovic cel Pios. Totodată, a fost probabil unul dintre cei doi astronomi consultați de către Ludovic cel Pios asupra cometei din 837 (Cometa Halley). Iar potrivit lui Pierre Delalande, în lucrarea sa Suppléments aux Conciles des Gaules, un manuscris de la mănăstirea Saint-Tron i-ar da numele de Luitwolf.
Lucrarea sa, Viața împăratului Ludovic, a fost publicată, parțial, în 1584 de către Reuber, apoi în întregime din 1588 de către Pierre Pithou. De atunci a fost retipărită, în mod regulat, în toate marile colecții ale istoricilor. În Franța, Louis Cousin a dat o traducere a lucrării Histoire de l’Empire d’occident.